# Didymella astragalina
Didymella astragalina är en svampart som först beskrevs av Rehm, och fick sitt nu gällande namn av Corbaz 1957. Didymella astragalina ingår i släktet Didymella, ordningen Pleosporales, klassen Dothideomycetes, divisionen sporsäcksvampar och riket svampar.   Inga underarter finns listade i Catalogue of Life.